# Edmonton Sled Dogs
Die Edmonton Sled Dogs waren ein kanadisches Inlinehockeyfranchise aus Edmonton in der Provinz Alberta. Es existierte im Jahr 1994 und nahm an einer Spielzeit der professionellen Inlinehockeyliga Roller Hockey International teil. Die Heimspiele des Teams wurden im Northlands Coliseum ausgetragen.

## Geschichte
Die Edmonton Sled Dogs wurden 1994 im Zuge der Expansion der Roller Hockey International gegründet. In seiner einzigen Saison verpasste das Team die Teilnahme an den Playoffs um den Murphy Cup.
Nach der Saison 1994 wurde das Team nach Orlando im Bundesstaat Florida umgesiedelt, wo es 1995 als Orlando Rollergators am Spielbetrieb der Roller Hockey International teilnahm. Vor der Saison 1996 wurden die Rollergators verkauft und in Orlando Jackals umbenannt.
1994 hatten die Sled Dogs einen Zuschauerschnitt von 2397 und fanden sich im Vergleich der anderen Teams an drittletzter Stelle wieder. Der Zuschauerkrösus Anaheim Bullfrogs hatte einen Schnitt von 10155, während lediglich 1505 Zuschauer die Spiele der Calgary Rad’z besuchen wollten.
Die Teamfarben waren Weiß, Schwarz, Silber und Blaugrün.

## Saisonstatistik
Abkürzungen: Sp = Spiele, S = Siege, N = Niederlagen, U = Unentschieden, Pkt = Punkte, T = Erzielte Tore, GT = Gegentore
| Saison | Sp | S | N  | U | Pkt | T   | GT  | Platz         | Playoffs           |
| 1994   | 22 | 9 | 10 | 3 | 21  | 164 | 170 | 5., Northwest | nicht qualifiziert |

## Bekannte Spieler
- Scott Daniels
- Roy Mitchell